# Kostratecký potok
Kostratecký potok je levostranný přítok řeky Lomnice, který odvodňuje malé území severně od Blatné. Je dlouhý 16,9 km a plocha povodí měří 59,7 km².
Potok pramení ve svahu Špalkové hory, krátce na to proteká Telčovským rybníkem a stáčí se na jih k osadě Podruhlí, kde protéká Podruhelským rybníkem. Jeho tok pokračuje přes Mlýnský rybník, rybník Žebrák a Černívský rybník v Černívsku. Po té pokračuje přes rybník Labuť v Myšticích, kde se spojuje s Ostrovským potokem, který přitéká přes Svobodku a Kožlí. Jeho tok končí za Lučkovicemi, když se před městem Mirotice vlévá do řeky Lomnice. Je pojmenován podle mlýna Kostřata, který má číslo popisné 1 obce Kožlí, která spadá pod správu obce Myštice.
Rybník Labuť založil v roce 1492 Jaroslav Lev z Rožmitálu a na Blatné. V současné době je jeho rozloha 108 ha a je největším rybníkem okresu Strakonice.